# Senador Firmino
Senador Firmino là một đô thị thuộc bang Minas Gerais, Brasil. Đô thị này có diện tích 166,152 km², dân số năm 2007 là 7019 người, mật độ 41,3 người/km².